# Charles Williams (écrivain américain)
Pour les articles homonymes, voir Charles Williams et Williams.
Œuvres principales
- La Mare aux diams (1955)
- Fantasia chez les ploucs (ou) Le Bikini de diamants (1956)
- Peaux de bananes (1956)

Charles Williams, né le 13 août 1909 à San Angelo au Texas et mort le 7 avril 1975 à Los Angeles en Californie, est un auteur américain de roman policier.

## Biographie
Après ses études, il s'engage dans la marine marchande en 1929. Il quitte cette activité au bout de dix ans pour épouser Lasca Foster. Son expérience de radio dans la marine marchande lui permet de devenir technicien de maintenance en électronique pour RCA à Galveston, Texas puis pour la marine nationale américaine (Puget Sound Navy Yard dans l'État de Washington) jusqu'à la fin de la Seconde Guerre mondiale. Il part alors, accompagné de son épouse, s'installer à Los Angeles où il travaille pour Mackay Radio.
Il publie en 1951 son premier roman, Hill Girl. Son succès le décide à devenir écrivain professionnel. Jusqu’à l’année 1973, il publie vingt et un autres romans et participe à la rédaction de plusieurs scénarios de cinéma, notamment ceux des Félins de René Clément (adapté du roman Joy House de Day Keene) sorti en 1964 et de The Pink Jungle, un film de Delbert Mann sorti en 1968. Le couple change souvent de résidence et passe, semble-t-il, beaucoup de temps en France, où Charles Williams jouit d'une bonne réputation.
En 1956, Peaux de bananes, version française de son roman (en) Nothing in Her Way (1953), remporte en France le grand prix de littérature policière.
À la mort de son épouse en 1972, il se retire en Californie, à la limite de l'Oregon, où il vit seul. Il revient à Los Angeles (quartier de Van Nuys) où il se suicide dans son appartement au début d'avril 1975. Son décès est l'objet de plusieurs versions, mais il semble avéré que les hypothèses de suicide en France et de disparition dans le golfe du Mexique ne sont que des rumeurs infondées.

## Traductions françaises
En France, Charles Williams est publié principalement chez Gallimard dans la collection Série noire ou l’on retrouve dix-sept de ses vingt-deux titres. Par le jeu des rééditions, il se retrouve également à plusieurs reprises dans les collections Poche noire, Carré noir et Folio policier. La collection Rivages/Noir compte trois titres à son catalogue, dont son premier roman, Hill Girl, et une retraduction de The Catfish Tangle. Le roman All the Way est publié par Marabout. The Wrong Venus est le seul roman de l’auteur à n’avoir jamais été traduit en France.
En 2017, son roman The Diamond Bikini (1956), qui avait été traduit en français l'année suivante par Marcel Duhamel sous le titre Fantasia chez les ploucs connaît une nouvelle traduction française de Laura Derajinski. L'ouvrage est publié aux éditions Gallmeister, sous le titre, fidèle à l'original : Le Bikini de diamants.

## Adaptations au cinéma
Les romans de Charles Williams ont donné lieu à treize adaptations pour le cinéma et la télévision. 
En 1960, Hubert Cornfield adapte All the Way publié deux ans plus tôt, sous le nom The 3rd Voice, sorti en France sous le titre Allô... l'assassin vous parle. 
Marcel Ophüls (Peau de banane en 1963), Jean Valère (Le Gros Coup en 1964), Claude Sautet (L'Arme à gauche en 1965) et Ron Winston (Don't Just Stand There en 1968) adaptent ensuite chacun un roman différent de l’auteur.
En 1970, le film d’Orson Welles, The Deep, tiré du roman Dead Calm, est mis à l’arrêt faute de budget. Tourné entre 1966 et 1969, il est resté inachevé, en partie à la suite de la mort en 1973 de Laurence Harvey. 
En 1971, Gérard Pirès réalise Fantasia chez les ploucs. 
En 1983, François Truffaut adapte The Long Saturday Night sous le titre Vivement dimanche !, son dernier film. 
Phillip Noyce reprend l’adaptation du roman Dead Calm et sort en 1989 le film du même nom, projeté en salle en France sous le titre Calme blanc. 
En 1989, Robin Davis, Patrick Laurent et Alain Le Henry adaptent Hill Girl, le film sort en France en mars 1990 sous le titre La fille des collines, réalisé par Davis. 
En 1990, Dennis Hopper réalise Hot Spot d’après le roman Hell Nath No Fury ; sorti en janvier 1991 en France, c’est à ce jour la dernière adaptation d’un roman de l’auteur au cinéma.

## Prix et distinctions

### Prix
- Grand prix de littérature policière 1956 : Peaux de bananes (version française de son roman (en) Nothing in Her Way, publié en 1953)[2]

### Nomination
- Gold Dagger Award 1964 pour Dead Calm[3]

## Œuvre

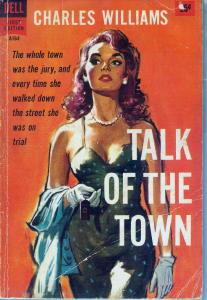
Couverture de l'édition originale de Talk of the Town (1958).

- Hill Girl (1951) Publié en français sous le titre La Fille des collines, Paris, Rivages, coll. « Rivages/Noir » no 2, 1986
- Big City Girl (1951) Publié en français sous le titre L’Ange du foyer, Paris, Gallimard, coll. « Série noire » no 977, 1965 ; réédition, Paris, Gallimard, coll. « Carré noir » no 423, 1982 ; réédition, Paris, Gallimard, coll. « Folio policier », no 317, 2003

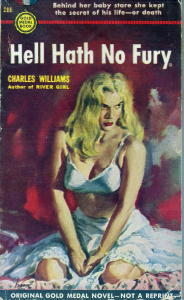
Couverture de l'édition originale de Hell Hath No Fury (1953)

- The Catfish Tangle ou River Girl (1951) Publié en français dans une traduction de Jane Fillion sous le titre Bye-bye, bayou !, Paris, Gallimard, coll. « Série noire » no 867, 1964 ; réédition, Paris, Galliamrd, coll. « Folio » no 2773, 1995 Publié en français dans une nouvelle traduction de Christophe Mercier sous le titre La Fille des marais, Paris, Payot & Rivages, coll. « Rivages/Noir » no 807, 2011
- Hell Hath No Fury ou Hot Spot (1953) Publié en français dans une traduction de Bruno Martin sous le titre Je t’attends au tournant, Paris, Gallimard, coll. « Série noire » no 246, 1955 ; réédition, Paris, Gallimard, coll. « Poche noire » no 74, 1969 ; réédition, Paris, Gallimard, coll. « Carré noir » no 303, 1979 Publié en français dans une nouvelle traduction de Laura Derajinski sous le titre Hot Spot, Paris, Gallmeister, coll. « Totem », 2019  (ISBN 978-2-35178-595-9)
- Nothing in Her Way (1953) Publié en français sous le titre Peaux de bananes, Paris, Gallimard, coll. « Série noire » no 294, 1956
- Go Home Stranger (1954) Publié en français sous le titre Go Home Stranger, Paris, Paris, Rivages, coll. « Rivages/Noir » no 73, 1989
- A Touch of Death ou Mix Yourself a Redhead (1954) Publié en français sous le titre Le Pigeon, Paris, Gallimard, coll. « Série noire » no 259, 1955 ; réédition, Paris, Gallimard, coll. « Poche noire » no 66, 1969 ; réédition, Paris, Gallimard, coll. « Carré noir » no 359, 1980 ; réédition, Paris, coll. « Folio policier » no 205, 2001.
- Scorpion Reef ou Gulf Coast Girl (1955) Publié en français sous le titre La Mare aux diams, Paris, Gallimard, coll. « Série noire » no 334, 1956 ; réédition, Paris, Gallimard, coll. « Poche noire » no 122, 1970 ; réédition, Paris, Gallimard, coll. « Carré noir » no 296, 1979 ; réédition, Paris, coll. « Folio » no 1954, 1988 ; réédition, Paris, coll. « Folio policier » no 372, 2005
- The Big Bite (1956) Publié en français sous le titre Avec un élastique, Paris, Gallimard, coll. « Série noire » no 388, 1957 ; réédition, Paris, Gallimard, coll. « Poche noire » no 137, 1971 ; réédition, Paris, coll. « Folio policier » no 221, 2002
- The Diamond Bikini (1956) Publié en français dans une traduction de Marcel Duhamel sous le titre  Fantasia chez les ploucs, Paris, Gallimard, coll. « Série noire » no 400, 1957 ; réédition, Paris, LGF, coll. « Le Livre de poche policier », no 1725, 1966 ; réédition, Paris, Gallimard, coll. « Carré noir » no 70, 1972 ; réédition, Paris, Gallimard, coll. « Folio Junior » no 284, 1985 ; réédition, Paris, Gallimard, coll. « Folio policier » no 312, 2003 Publié en français dans une nouvelle traduction de Laura Derajinski sous le titre Le Bikini de diamants[1], Paris, Gallmeister, coll. « Totem », 2017  (ISBN 978-2-35178-591-1)
- The Operator ou Girl Out Back (1957) Publié en français sous le titre Une femme là-dessous, Paris, Gallimard, coll. « Série noire » no 888, 1964 ; réédition, Paris, coll. « Folio policier », no 303, 2003
- All the Way ou The Concrete Flamingo (1958)Publié en français dans une traduction de Charles B. Mertens sous le titre Allô ! L’Assassin vous parle, Verviers, Gérard et Cie, coll. « Marabout » no 278, 1958 ; réédition, Paris, Le Sycomore, coll. « Détour », 1984Publié en français dans une nouvelle traduction de Philippe Bonnet, toujours sous le titre Allô ! L’Assassin vous parle, Paris, Minerve, coll. « Détour », 1990 ; réédition, Paris, Profrance, coll. « Cercle maxi-livres », 1994

- Man in Motion ou Man On The Run (1958) Publié en français sous le titre Mieux vaut courir, Paris, Gallimard, coll. « Série noire » no 521, 1959 ; réédition, Paris, Gallimard, coll. « Carré noir » no 458, 1982 ; réédition, Paris, coll. « Folio policier » no 272, 2002
- Talk of the Town ou Stain of Suspicion (1958) Publié en français sous le titre Celle qu'on montre du doigt, Paris, Gallimard, coll. « Série noire » no 513, 1959 ; réédition, Paris, coll. « Folio policier » no 271, 2002
- The Sailcloth Shroud (1960) Publié en français sous le titre Péri en mer, Paris, Gallimard, coll. « Série noire » no 616, 1961 ; réédition, Paris, Gallimard, coll. « Carré noir » no 576, 1986
- Uncle Sagamore and His Girls (1959) Publié en français sous le titre Aux urnes, les ploucs !, Paris, Gallimard, coll. « Série noire » no 602, 1960 ; réédition, Paris, Gallimard, coll. « Poche noire » no 122, 1970 ; réédition, Paris, Gallimard, coll. « Carré noir » no 396, 1981 ; réédition, Paris, coll. « Folio policier » no 208, 2001
- Aground (1961) Publié en français sous le titre Ont-ils des jambes ?, Paris, Gallimard, coll. « Série noire » no 659, 1961
- The Long Saturday Night ou Finally Sunday (1962) Publié en français sous le titre Vivement dimanche !, Paris, Gallimard, coll. « Série noire » no 816, 1963 ; réédition, Paris, Gallimard, coll. « Carré noir » no 437, 1982 ; réédition, Paris, Gallimard, coll. « Folio » no 1816, 1987 ; réédition, Paris, coll. « Folio policier » no 30, 1998
- Dead Calm (1963) Publié en français dans une traduction de Michel Peyran sous le titre De sang sur mer d’huile, Paris, Gallimard, coll. « Série noire » no 929, 1965 ; réédition, Paris, coll. « Folio policier » no 306, 2003Certaines réimpressions portent le titre Calme blanc : de sang sur mer d'huile pour faire le lien avec le film Calme blanc (1989) de Phillip NoycePublié en français dans une nouvelle traduction de Laura Derajinski sous le titre Calme plat, Paris, Gallmeister, coll. « Totem » no 153, 2020
- The Wrong Venus ou Don’t Just Stand Here (1966)
- And the Deep Blue Sea (1971) Publié en français sous le titre Et la mer profonde et bleue, Paris, Payot & Rivages, coll. « Rivages/Noir » no 82, 1990
- Man on a Leash (1973) Publié en français sous le titre Un quidam explosif, Paris, Gallimard, coll. « Série noire » no 1702, 1975

## Adaptations de son œuvre

### Au cinéma
- 1960 : Allô... l'assassin vous parle (The 3rd Voice), film américain réalisé par Hubert Cornfield, d'après All the Way, avec Julie London et Laraine Day.
- 1963 : Peau de banane (Cascara de Banana, Banana Peel), film franco-italien réalisé par Marcel Ophüls, d'après Nothing in Her Way, avec Jean-Paul Belmondo, Jeanne Moreau, Claude Brasseur et Jean-Pierre Marielle.
- 1964 : Le Gros Coup (As Provas do Delito), film franco-italien réalisé par Jean Valère, d'après The Big Bite, avec Hardy Krüger et Emmanuelle Riva.
- 1965 : L'Arme à gauche (Corpo a Corpo, Armas para el Calibre), film franco-italo-espagnol réalisé par Claude Sautet, d'après Aground, avec Lino Ventura, Sylva Koscina et Leo Gordon.
- 1968 : Don't Just Stand There, film américain réalisé par Ron Winston, d'après The Wrong Venus, avec Robert Wagner, Mary Tyler Moore et Glynis Johns.
- 1970 : The Deep (Dead Reckoning), film américain inachevé réalisé par Orson Welles, d'après Dead Calm, avec Jeanne Moreau et Laurence Harvey.
- 1971 : Fantasia chez les ploucs, film français réalisé par Gérard Pirès, d'après The Diamond Bikini, avec Lino Ventura, Mireille Darc et Jean Yanne.
- 1975 : The Man Who Would Not Die, film américain de Robert Arkless, d’après The Sailcloth Shroud, avec Dorothy Malone, Keenan Wynn et Aldo Ray.
- 1983 : Vivement dimanche !, film français réalisé par François Truffaut, d’après The Long Saturday Night / Finally, Sunday, avec Fanny Ardant et Jean-Louis Trintignant.
- 1989 : Calme blanc (Dead Calm), film australien réalisé par Phillip Noyce, d'après Dead Calm, avec Nicole Kidman, Sam Neill et Billy Zane.
- 1989 : La Fille des collines, film français réalisé par Robin Davis, d’après Hit Girl, avec Nathalie Cardone.
- 1990 : Hot Spot (film) (Hot Spot), film américain réalisé par Dennis Hopper, d’après Hell Hath No Fury, avec Don Johnson, Virginia Madsen, Jennifer Connelly et Jerry Hardin.

### À la télévision
- 1989 : Mieux vaut courir, téléfilm français réalisé par Élisabeth Rappeneau, d’après Man in Motion / Man on the Run, avec Christian Clavier et Carmen Maura.